# Lo mal any primer
Lo mal any primer ("el primer mal año", en lengua valenciana) es la forma en que las fuentes contemporáneas denominaron al año 1333 en el entorno de la Corona de Aragón (particularmente en su parte oriental, la costa mediterránea -reino de Aragón, reino de Valencia y reino de Mallorca-). Se refiere en especial a la mala cosecha de granos y a la carestía y hambruna consiguientes, que supusieron una de las primeras manifestaciones de la crisis del siglo XIV. Entre sus resultados estuvo la interrupción de la expansión territorial y la prosperidad de siglos anteriores.
Los "años malos" y las crisis de subsistencias son fenómenos recurrentes, propios de las sociedades preindustriales, con bajo nivel técnico y ausencia de inversiones que mejoren las infraestructuras, técnicas y conocimientos aplicados a la producción. La coincidencia de crisis agrarias con epidemias a partir de la peste de 1348 convirtió los dos últimos siglos de la Edad Media en una coyuntura especialmente crítica.
Las dificultades se fueron acumulando a partir de las malas cosechas de los años 1310-1314 y 1324-1329, especialmente en el reino de Valencia. Antes incluso que la "Gran Peste" hubo brotes epidémicos en 1331 en Mallorca, y en 1326 y 1334 en Valencia.
La memoria popular recordó los años 1333 y 1334 como los peores en lo que respecta a la escasez, que fue general en la Corona de Aragón. Los precios se dispararon y la mortandad se extendió del campo a la ciudad: se estimaron 10.000 muertos en Barcelona, una ciudad que debía contar con unos 50.000 habitantes.

## Continuidad de la crisis
El periodo 1340-1347 fue un ciclo largo de carestía, especialmente mortífero en el reino de Valencia.
Los señores comenzaron a sufrir los efectos de la crisis con una caída de sus rentas feudales, producida tanto por el descenso de la producción como por el descenso de la población. La reacción fue aumentar la presión sobre sus fuentes de ingresos, agravando la situación de las clases populares.
La Peste Negra de 1348 eliminó una quinta parte de la población de Cataluña; y rebrotó periódicamente (entre cinco y dos años) durante más de un siglo. Generaciones enteras se vieron diezmadas. Los demás reinos de la Corona se vieron afectados, aunque de forma algo más leve. Algunas epidemias afectaron especialmente a la población infantil, afectando de forma grave al relevo generacional y la continuidad de las explotaciones familiares; agravando las malas cosechas y las hambrunas durante los siglos siguientes, en un círculo vicioso con las epidemias.
La ausencia de fuentes demográficas modernas hace que haya que confiar en el testimonio indirecto que suponen las fuentes fiscales anteriores y posteriores, que arrojan disminuciones que pueden calcularse entre el 30 y el 60% según las ciudades y territorios.
Cataluña fue el territorio más afectado. Hacia 1300 debía tener 500.000 habitantes, y para 1497 sólo alcanzaba unos 224.000, lo que supone una pérdida del 55% de su población. Sin contar las pérdidas de la época de la Peste Negra, Gerona perdió el 30% de población entre 1360 y 1388.
A diferencia de la recuperación más temprana de Valencia, el cambio de tendencia fue muy tardío en Cataluña, no siendo evidente hasta el siglo XVI. Los niveles anteriores a la peste no se volvieron a alcanzar hasta el siglo XVIII (508.000 habitantes en 1717). Barcelona, que hacia 1340 tendría entre 40.000 y 50.000 habitantes, tendría solamente 20.000 en 1479, una pérdida del 50-60%.
El declive de Mallorca también fue muy duro: perdió el 44% de su población entre 1329 y 1444. Si en 1329 Mallorca su población era de 61.700 habitantes, en 1444 era de 34.390. La recuperación comenzó antes que la de Cataluña, en la segunda mitad del siglo XV, pero también fue muy lenta: el nivel de población anterior a la crisis no se recuperó hasta el final del siglo XVI.
La excepción fue Valencia. Su crisis demográfica, que se centró en el periodo 1347-1375, ya no era tal para los años 1420-1430. La recuperación comenzó en la zona sur del reino, y en el espacio de dos generaciones la población se duplicó e incluso triplicó. En las zonas centro y norte, en cambio, el descenso demográfico (que en determinados lugares llegó a ser del orden del 40 y del 70%) continuó hasta 1485, comenzando entonces la recuperación. La evolución de la ciudad de Valencia fue singular. A pesar de epidemias y hambrunas, no dejó de recibir emigrantes y crecer: 26.000 habitantes en el periodo 1359-1361 y 75.000 en 1483. El reino de Valencia, que antes de 1348 contaría con 200.000 o 250.000 habitantes, en 1500 tendría unos 320.000. También en el terreno económico sobrepasó a Cataluña, hasta entonces dominante en la Corona.

## Fases, zonas y sectores de la crisis
En las sociedades agrarias sólo una parte de la producción y la fuerza de trabajo circulaba en el mercado, de manera que las series de precios y salarios de los siglos XIV y XV sólo son un reflejo parcial de la marcha de la economía, y fácilmente pueden inducir a errores de apreciación, aunque no por ello dejan de ser fuentes imprescindibles.
Según las investigaciones clásicas de Pierre Vilar (1966) y Jaume Vicens Vives (1965), y las más recientes de M. C. Argilés (1992), referentes a Lérida, se han identificado los siguientes periodos:
- 1348-1380, que fue de inflación: alzas de precios y salarios tan vigorosas que la monarquía tuvo que dictar medidas de contención (1350). La combinación de la bajada del volumen de producción con los efectos de la gran contracción demográfica explican la coyuntura alcista, que encubrió temporalmente los efectos de la crisis para algunos agentes económicos.
- 1380-1420/30, que fue de deflación: los precios agrícolas e industriales tendieron a bajar, pero con fuertes oscilaciones; mientras que los salarios tomaron ventaja y redujeron los márgenes de beneficio. Quebraron los principales bancos de Barcelona, Gerona y el Ampurdán. Juan I de Aragón también se vio sometido a la quiebra fiscal, mientras que la deuda municipal de Barcelona y la de la Generalidad crecían. Se desorganizó del sistema monetario a causa de la especulación, el atesoramiento y la evasión de moneda. El malestar económico se tradujo en crisis social: las masas populares urbanas, buscando responsables de sus desgracias, sobre todo de las oscilaciones de precios, asaltaron las juderías durante las revueltas antijudías de 1391, mientras en el campo la tensión entre señores y campesinos se incrementaba.
- En la década 1420/1430, o incluso antes, pareció iniciarse un cambio de ciclo económico en Cataluña que se prolongó hasta 1440; se produjo una estabilidad relativa que mitigó las tensiones sociales. Aun así, se registraron pérdidas de mercados, problemas en la balanza comercial y evasiones monetarias, lo que explica las luchas de facciones en Barcelona y los proyectos de reactivación económica de Alfonso el Magnánimo. En Mallorca, en cambio, esos años significaron una profundización de la crisis, produciéndose un grave enfrentamiento entre la ciudad y el campo que derivó en la revuelta forana o de los forans (revolta forana, revolta dels forans, 1450-1453).[7] Por su parte, Valencia comenzó un periodo de bonanza que duró todo el siglo y se caracterizó por la buena marcha de negocios, precios y salarios, la estabilidad monetaria, la abundancia de liquidez y la ausencia de problemas fiscales.
- Entre 1440-1455, cuando la mayor parte de Europa occidental estaba en recuperación, Cataluña retomó una fase aguda de la crisis que se prolongó hasta el final del siglo XV. Esta nueva fase depresiva se caracterizó por la bajada de precios, la atonía en los negocios y la caída de la producción.

En plena lucha de facciones en Barcelona, cada una de ellas partidaria de un paquete opuesto de medidas socioeconómicas, Alfonso el Magnánimo impulsó la llegada al poder municipal de la facción popular denominada Busca (1453), que adoptó medidas proteccionistas y devaluó la moneda, contra los intereses rentistas y de los grandes mercaderes importadores representadas por la facción denominada Biga. Fue el preludio de la guerra civil catalana (1462-1472), que terminó extendiéndose a todo el principado; con sus consecuencias de despoblación, emigración, evasión de capitales, crisis comercial y ruina del sistema financiero.
Se abrió un periodo de grandes conflictos: guerra civil catalana, guerra remensa, bandolerismo, tensión entre la monarquía y los estamentos, lucha de partidos urbanos (la Biga y la Busca), etc.

## Conclusión
A pesar de lo catastrófico de las pérdidas globales, la economía mostró algunos síntomas de prosperidad durante la crisis. Se ha comprobado  que el sector punta del gran comercio catalán medieval sobrevivió a las dificultades y mantuvo su nivel de negocio en la segunda mitad del siglo XV.
En conclusión, la sociedad catalana de los siglos XIV y XV experimentó, de una manera acumulativa y dominante, una crisis general: dificultades temporales y sectoriales, espaciadas por fases de recuperación, que la condujeron a la experiencia traumática de la guerra civil catalana.